# 网浦站
網浦站（：／ Mangpo yeok */?）是水仁·盆唐線沿線的一座地下車站，位於韓國京畿道水原市靈通區靈通洞。

## 車站結構
站體為2面4線雙島式月台的地下車站，外側兩線月台不使用，內側月台則裝設有月台幕門。

### 月台配置
| ↑ 靈通          |
| ４３ \| ２１ \| |
| 梅灘勸善 ↓      |

| 月台 | 路線                   | 目的地                                     |
| ---- | ---------------------- | ------------------------------------------ |
| 1    | ●首都圈電鐵水仁·盆唐線 | 不使用                                     |
| 2    | ●首都圈電鐵水仁·盆唐線 | 水原市廳、水原、梧木川、漢陽大學、仁川方向 |
| 3    | ●首都圈電鐵水仁·盆唐線 | 器興、書峴、野塔、宣靖陵、往十里方向       |
| 4    | ●首都圈電鐵水仁·盆唐線 | 不使用                                     |

## 歷史
- 2012年12月1日：落成啟用。

## 車站周邊
- 三星數位城（朝鲜语：삼성디지털시티）
- 網浦站轉運中心
- 朴智星足球中心（朝鲜语：박지성 축구센터）
- 水原兒童交通公園
- YMCA京畿地域本部
- 靈東中學
- 台章中學
- 台章高校
- 台章圖書館（朝鲜语：태장마루도서관）
- EMART TRADERS（朝鲜语：이마트 트레이더스）水原店

## 圖片

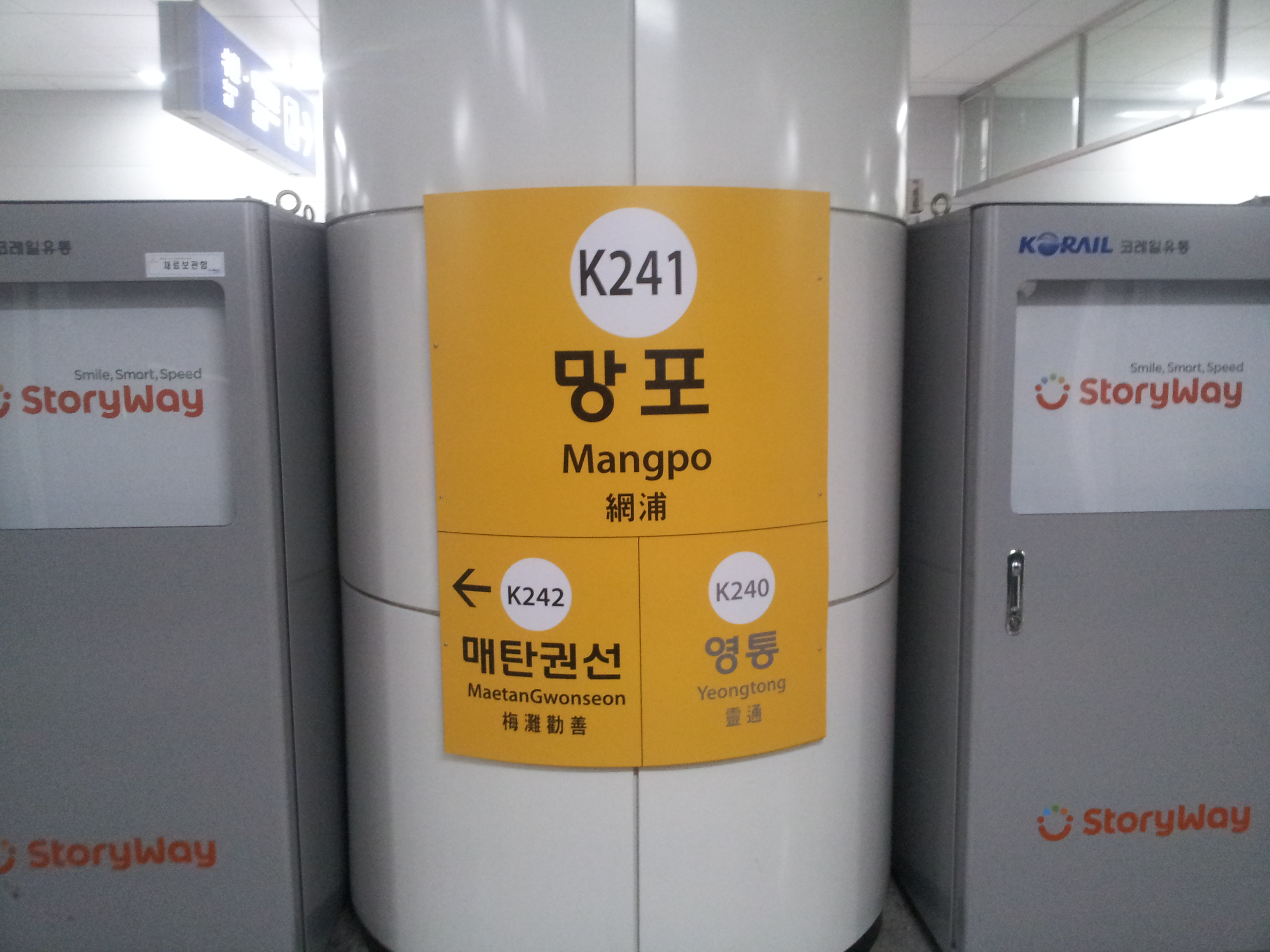
站名牌
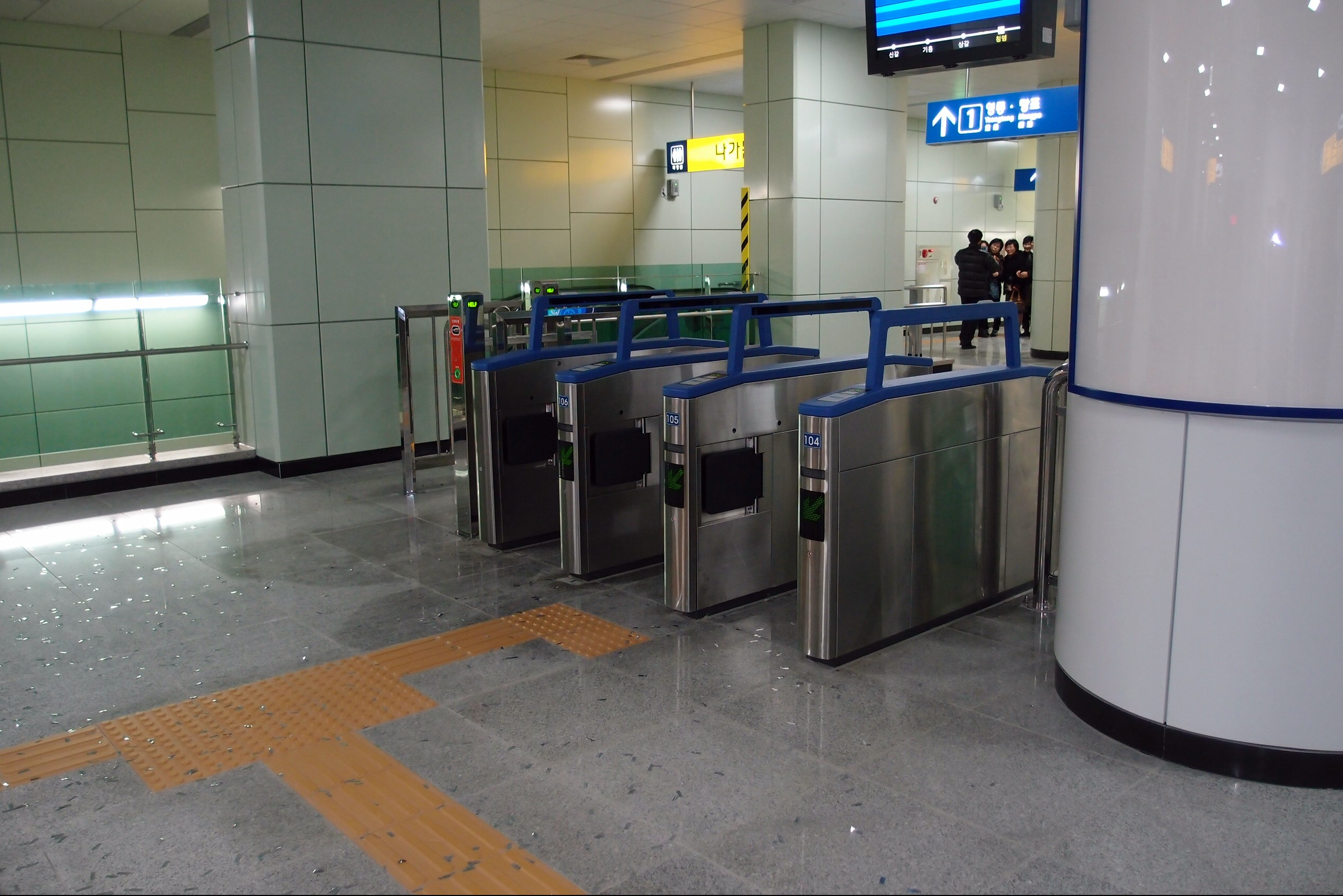
剪票閘口
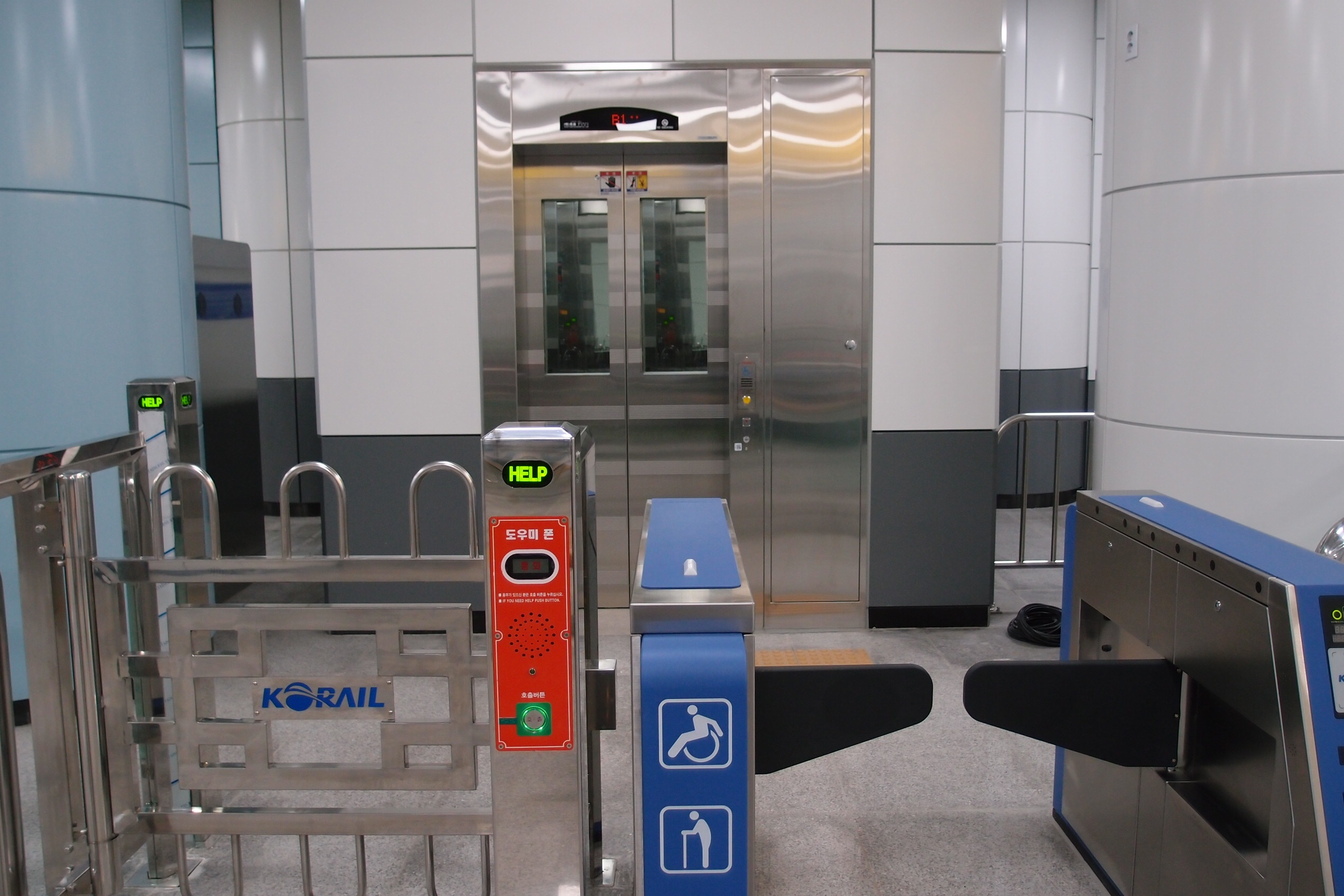
無障礙閘口
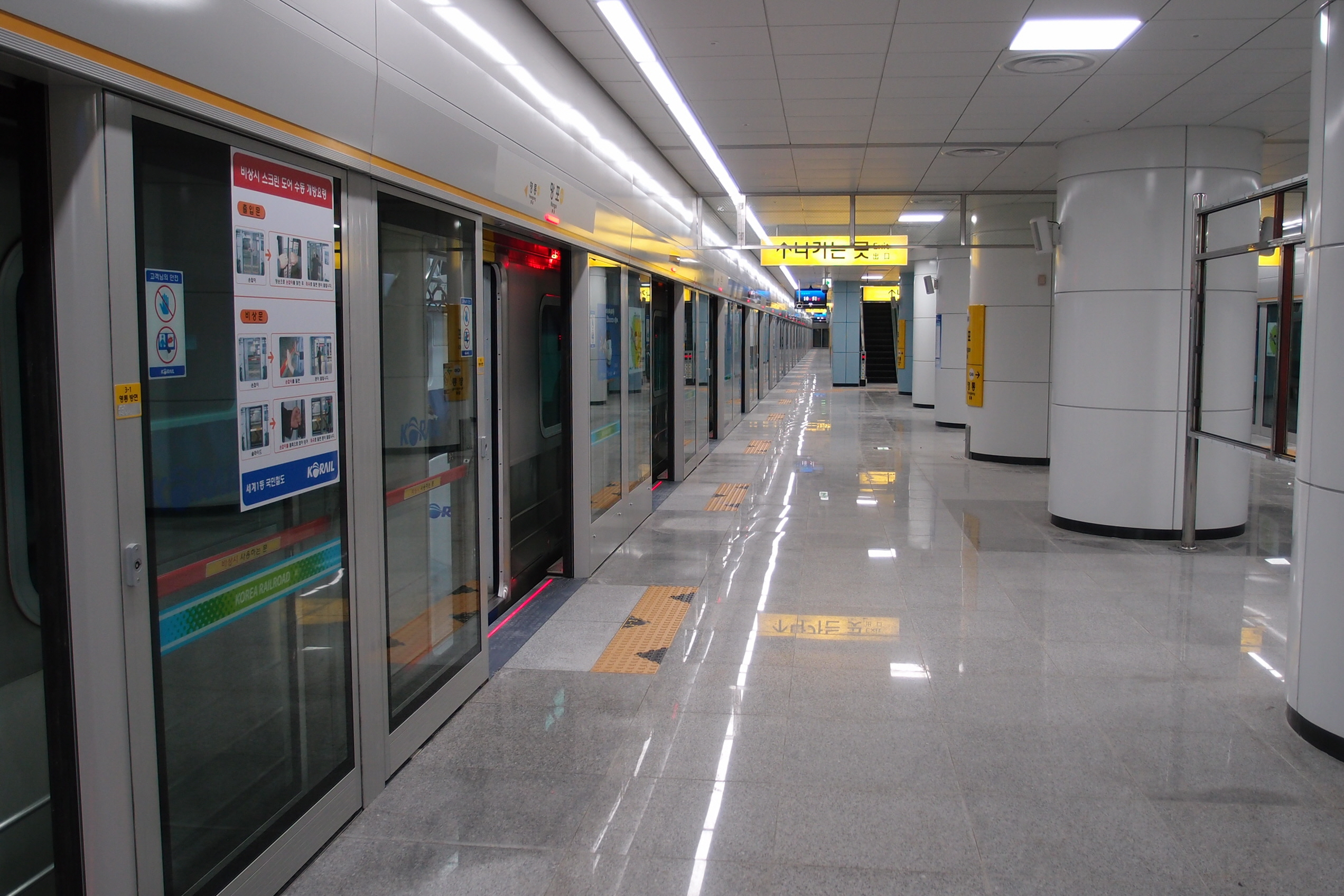
候車月台
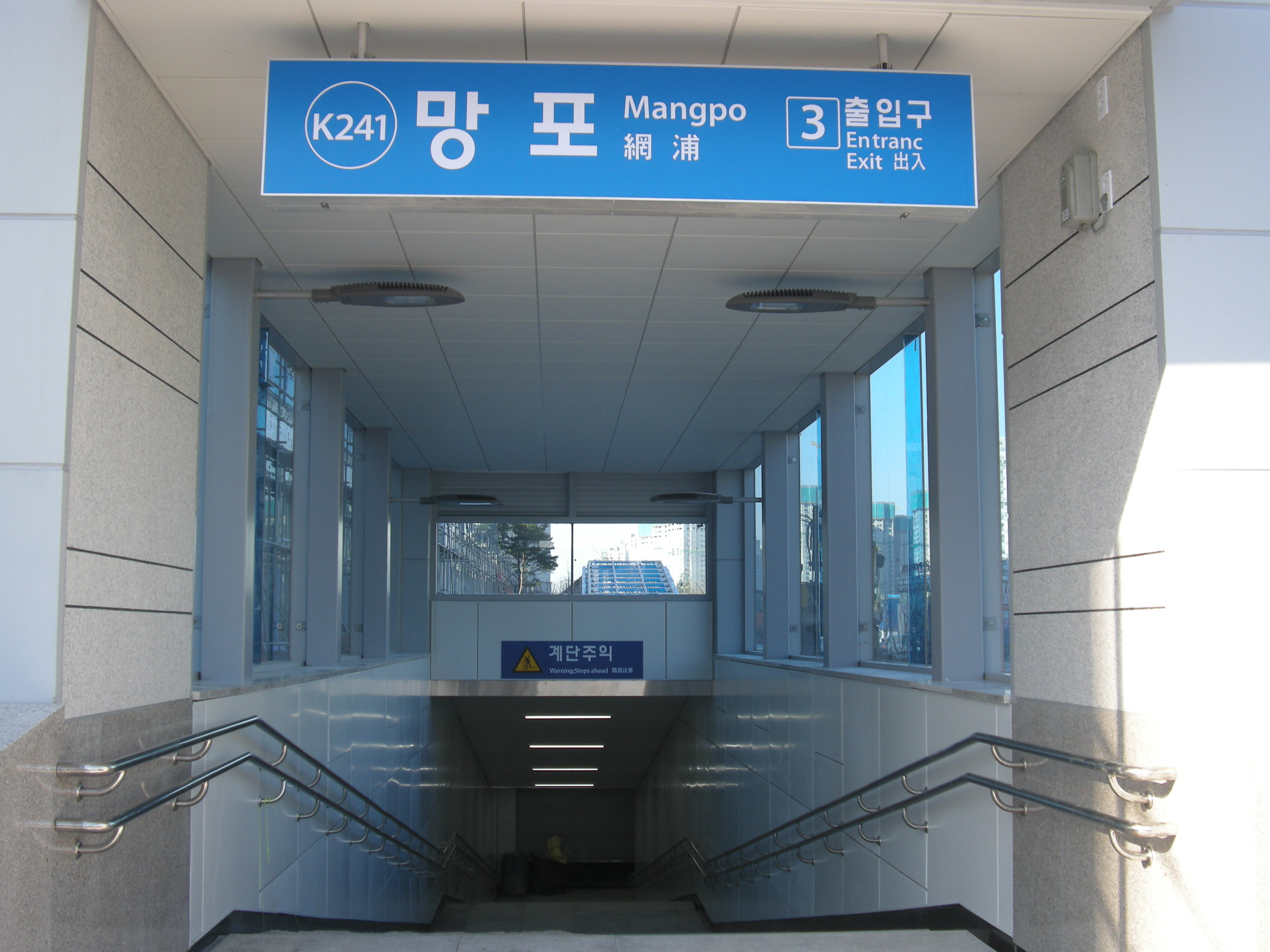
3號出口
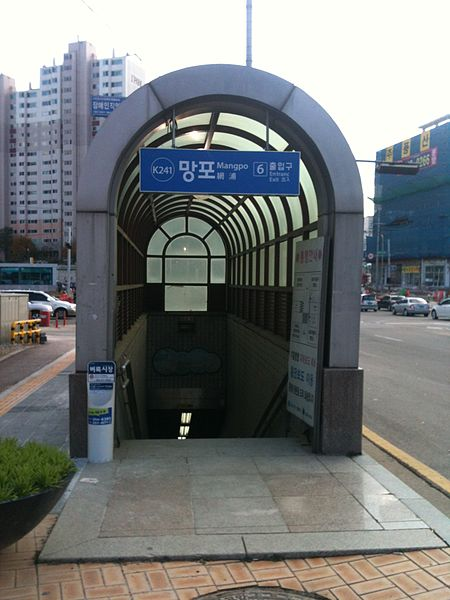
6號出口

## 相鄰車站
韓國鐵道公社
●首都圈電鐵水仁·盆唐線
盆唐急行
器興（K237）－網浦（K241）－水原市廳（K243）
緩行
靈通（K240）－網浦（K241）－梅灘勸善（K242）